# Clupeosoma orientalalis
Clupeosoma orientalalis là một loài bướm đêm trong họ Crambidae.